# 2. deild Wysp Owczych (2021)
W roku 2021 odbyła się 28. edycja 2. deild Wysp Owczych – trzeciej ligi piłki nożnej Wysp Owczych. W rozgrywkach wzięło udział 10 klubów z całego archipelagu. Drużyny z pierwszego (Undrið FF) i drugiego miejsca (07 II Vestur) uzyskały prawo gry w 1. deild - drugim poziomie ligowym na archipelagu, a drużyny z dwóch ostatnich miejsc (Royn Hvalba i TB II Tvøroyri) spadły do 3. deild.

## Uczestnicy
| Uczestnicy 2. deild Wysp Owczych 2020                                                                         | Uczestnicy 2. deild Wysp Owczych 2020 | Uczestnicy 2. deild Wysp Owczych 2020 | Uczestnicy 2. deild Wysp Owczych 2020 |
| --- | ------------------------------------- | ------------------------------------- | ------------------------------------- |
| SKÁII | Skála ÍF II                           | Skála                                 | 1                                     |
| B68 II | B68 II Toftir                         | Toftir                                | 4                                     |
| TB II | TB II Tvøroyri                        | Tvøroyri                              | 5                                     |
| NSÍIII | NSÍ III Runavík                       | Runavík                               | 6                                     |
| UFF | Undrið FF                             | Tórshavn                              | 7                                     |
| Royn | Royn Hvalba                           | Hvalba                                | 8                                     |
| Spadek z 1. deild Wysp Owczych 2020                                                                           |                                       |                                       |                                       |
| ABII | AB II Argir                           | Argir                                 | 9                                     |
| FCH | FC Hoyvík                             | Hoyvík                                | 10                                    |
| Awans z 3. deild Wysp Owczych 2020                                                                            |                                       |                                       |                                       |
| 07II | 07 II Vestur                          | Sandavágur / Sørvágur                 |                                       |
| ÍF II | ÍF II Fuglafjørður                    | Fuglafjørður                          |                                       |
| Oznaczenia: - kolumna pierwsza – skróty nazw drużyn, - kolumna trzecia – miejsce zajęte w poprzednim sezonie. |                                       |                                       |                                       |

## Tabela ligowa
| Lp. | Drużyna             | M  | Z  | R | P  | Bramki | Bramki | Różn. | Pkt | Uwagi              |
| --- | ------------------- | -- | -- | - | -- | ------ | ------ | ----- | --- | ------------------ |
| 1   | Undrið FF (M) (A)   | 18 | 14 | 3 | 1  | 54     | 21     | +33   | 45  | Awans do 1. deild  |
| 2   | 07 II Vestur (A)    | 18 | 11 | 4 | 3  | 47     | 18     | +29   | 37  | Awans do 1. deild  |
| 3   | ÍF II Fuglafjørður  | 18 | 11 | 2 | 5  | 63     | 42     | +21   | 35  |                    |
| 4   | Skála ÍF II         | 18 | 8  | 3 | 7  | 59     | 44     | +15   | 27  |                    |
| 5   | FC Hoyvík           | 18 | 8  | 3 | 7  | 47     | 38     | +9    | 27  |                    |
| 6   | B68 II Toftir       | 18 | 7  | 4 | 7  | 46     | 49     | −3    | 25  |                    |
| 7   | AB II Argir         | 18 | 5  | 4 | 9  | 36     | 54     | −18   | 19  |                    |
| 8   | NSÍ III Runavík1    | 18 | 6  | 1 | 11 | 47     | 65     | −18   | 16  |                    |
| 9   | Royn Hvalba (S)     | 18 | 3  | 2 | 13 | 23     | 52     | −29   | 11  | Spadek do 3. deild |
| 10  | TB II Tvøroyri2 (S) | 18 | 3  | 2 | 13 | 26     | 65     | −39   | 8   | Spadek do 3. deild |